# Rudolf Mejak
Rudolf Mejak, slovenski partizan, politik in delavec, * 1906, Trst, † 1979.
V NOV in POS je vstopil 9. septembra 1943. Kot pripadnik 9. slovenske narodnoosvobodilne brigade je bil eden izmed odposlancev, ki so se udeležili Zbora odposlancev slovenskega naroda v Kočevju.